# Оцукі Цуйосі
Оцукі Цуйосі (яп. 大槻 毅, нар. 1 грудня 1972, Сендай) — японський футбольний тренер. З 2021 року очолює тренерський штаб команди «Зеспа Кусацу».

## Кар'єра тренера
Розпочав тренерську кар'єру 2000 року, увійшовши до тренерського штабу клубу «Міто Холліхок», де пропрацював до 2002 року. Протягом наступного десятиріччя також був асистентом головного тренера в командах «Омія Ардія», «Урава Ред Даймондс» та «Вегалта Сендай».
2018 року повернувся до «Урава Ред Даймондс», де був виконувачем обов'язків головного тренера, помічником головного тренера під час каденції португальця Освалдо де Олівейри, а згодом і повноцінним головним тренером команди.
2021 року очолив тренерський штаб команди «Зеспа Кусацу».